# 뱁션
뱁션은 대한민국의 동영상 편집 관련 프로그램 회사이며, 본사 소재지로 서울특별시 금천구 가산디지털로에 위치하고 있다.
제공하는 프로그램은 뱁믹스, 뱁션등이 있으며, 2013년에 설립된 회사이다.
뱁션은 산돌폰트를 사용하고 있다. 산돌폰트의 저작권은 산돌커뮤니케이션에 있으며, 현재 제휴를 맺고 있다.

## 뱁션
- 뱁션은 예능 자막 템플릿을 제공하는 동영상 자막 프로그램이다.

## 뱁믹스
- 뱁믹스는 뱁션 기능에 동영상 편집 기능(자르기, 붙이기, 배경음악 삽입 등)이 합쳐진 프로그램이다.
- 뱁믹스는 뱁션보다 고사양 PC환경이 필요하다.